# Multipor
Magyarországon a Multipor a pórusbeton hőszigetelő ásványi lapok építőanyag ipari márkaneve. A hőszigetelő anyagokat Magyarországon legtöbben a polisztirol és a szálas anyagú termékekkel azonosítják, ám a 2000-es évek óta megjelentek a stabil, ásványi Kristályszerkezetű Multipor hőszigetelő lapok is. A Multipor nem tartalmaz szálas összetevőket, ásványi, tömör mégis jó hőszigetelő. Az apró pórusokba zárt levegő biztosítja az építőanyag hőszigetelő képességét. A kapilláraktív tulajdonság és a speciális szerkezeti adottságok miatt belső oldali hőszigetelésként is alkalmazható. Használata során nincs szükség párazáró rétegre. Alkalmas továbbá alulról hűlő födémszerkezetek (mélygarázsok, pincék, átjárók), valamint homlokzati falak külső oldali hőszigetelésére is.

## Története
A Multipor hőszigetelő lapokat gyakorlatilag a pórusbetonból fejlesztették tovább a pórusok számának növelésével, és az így létrejött szigetelőanyag Németországban Multipor néven került forgalomba. Az eredmény egy alacsony hővezetési tényezőjű, könnyű (115 kg/m³) hőszigetelő lap lett. Az első kereskedelmi mennyiségű gyártások Stullnban indultak egy speciális gyárban, ahol a technológiát kifejezetten a Multipor előállítására fejlesztették ki. 2008-tól a Köln melletti Porzban is megkezdődött az alacsony testsűrűségű pórusbeton hőszigetelő lapok gyártása. Magyarországon a hőszigetelő lap először 2008 szeptemberében került kereskedelmi forgalomba.

## Környezetvédelem
Összetevőiből adódóan a Multipor ökológiailag kifogástalan építőanyag. Nem tartalmaz rostokat vagy egyéb káros anyagokat. Az ásványi hőszigetelő lapok nyersanyag- és energia- megtakarítással készülnek, ezért a Multipor megkapta a Magyar Környezetbarát Termék Tanúsítványt.

## Termékek és szolgáltatások
- hőszigetelőlapok
- ragasztóhabarcs

## Multiporral szigetelt épületek
- Sopron, Soproni Bíróság
- Hévíz, Termál Gyógyfürdő és Kórház
- Győr, Diák Olimpiai Szállás
- Budapest, Passzív ház
- Szeged, Passzív társasház
- Budapest, MKT Stadion
- Budapest, CEU Egyetem